# Giovanni Battista Dall'Olio

Giovanni Battista Dall'Olio, Raffinato salterio intagliato, 1764, Museo civico di Modena

Giovanni Battista Dall'Olio, anche noto come Giambattista Dall'Olio (Sesso, 19 febbraio 1739 – Modena, 17 maggio 1823), è stato un musicologo, liutaio e organista italiano.

## Vita e formazione
Figlio di Carlo e Apollonia Corradini, Giovanni Battista dall'Olio trascorse i primi anni di vita a Bologna, presso lo zio paterno.
Studiò filosofia e musica e fu allievo del celebre padre Giovanni Battista Martini. Dal 1764 fu maestro di scuola e organista a Rubiera, dove rimase fino al 1784, quando il duca Francesco III d'Este lo nominò Ragioniere ducale e, dopo tre anni, Maestro generale di canto, carica che mantenne fino al 1814. Inoltre dal 1812 fu Maestro compositore presso l’Accademia Filarmonica di Bologna. Nei tre anni successivi alla fine dell'incarico presso la corte ducale egli curò il riordino e la catalogazione del fondo musicale della Biblioteca Estense.
Malato e quasi cieco, Dall'Olio morì a Modena il 17 maggio 1823.

## Un ingegno versatile

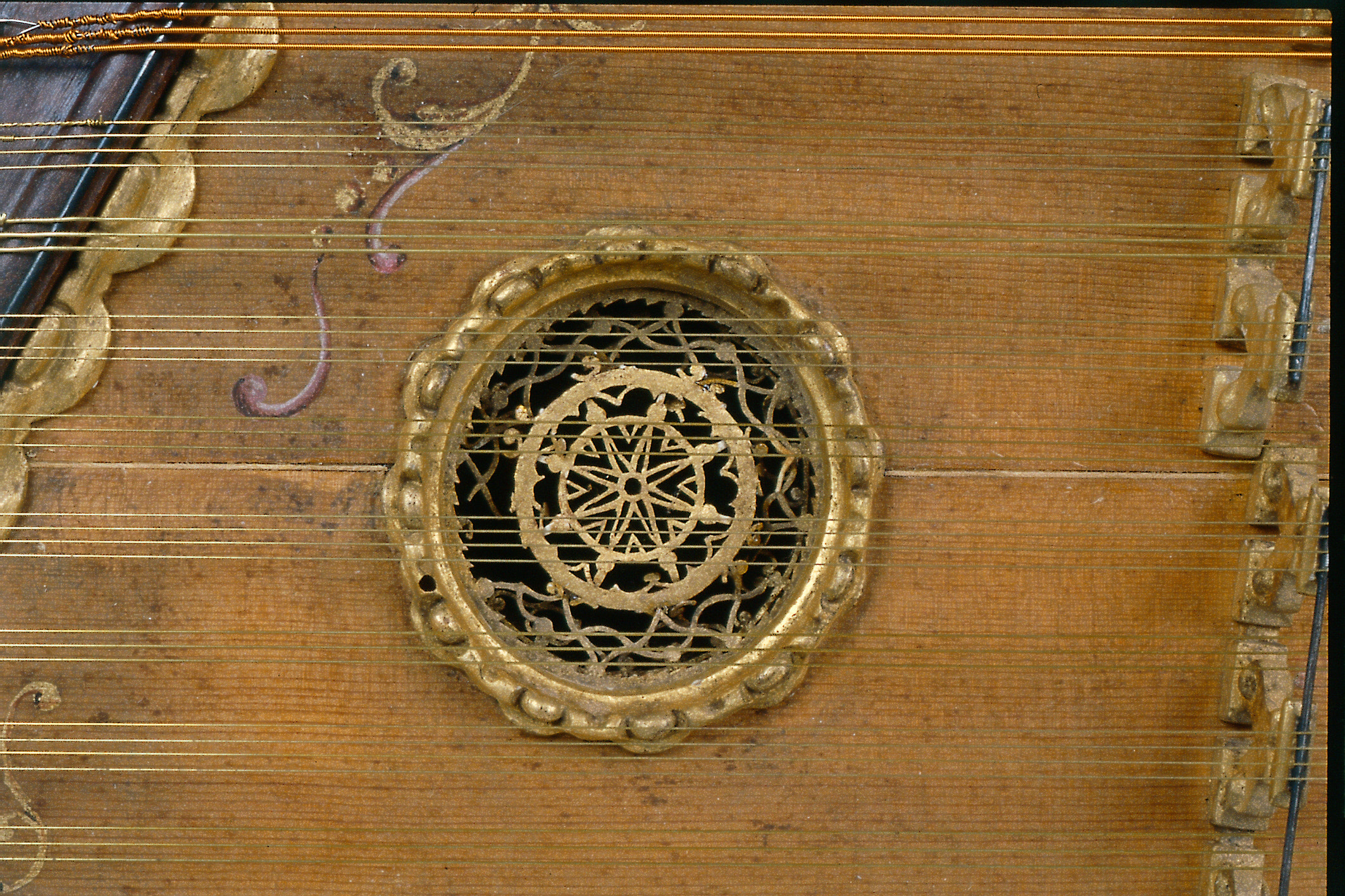
Giovanni Battista Dall'Olio, Particolare del salterio del 1764, Museo civico di Modena

Dotato di ingegno versatile e noto ai suoi tempi come grande erudito, Dall’Olio fu non solo costruttore e virtuoso di salterio, ma anche organista e autore di saggi critici e scientifici, di testi poetici e di commedie, alcune delle quali rappresentate a Modena e a Parma nel 1784. Negli anni trascorsi a Rubiera si dedicò anche alla traduzione di autori greci e latini. Girolamo Tiraboschi, per la cui Biblioteca Modenese scrisse alcuni articoli, lo definiva “in ogni genere di letteratura coltissimo”. 
Tra i suoi numerosi scritti figurano gli Avvertimenti e regole pei suonatori di salterio del 1770, saggio pubblicato però solo nel 1879 da Luigi Francesco Valdrighi all'interno di un'opera di quest'ultimo, e una Memoria sopra la tastatura degli organi e dei cembali del 1779, nella quale illustra una nuova tastiera di sua invenzione che avrebbe dovuto facilitare la digitazione sugli strumenti a tasto, di cui è conservato un modello nella collezione del Museo civico di Modena. L’invenzione incontrò un notevole successo tra i pianisti, interessando anche Liszt, ma non entrò nella pratica musicale.
Dall'Olio fu anche membro di numerose accademie letterarie e scientifiche: l’Accademia Ducale dei Dissonanti (1784), l’Accademia di Scienze, Lettere ed Arti di Modena, l'Accademia degli Ipocondriaci di Reggio Emilia (1766), l'Accademia dei Teopneusti di Correggio (1769), l'Accademia dei Quirini e degli Aborigeni di Roma (1780), l'Accademia dei Georgofili di Firenze (1805).
Egli fu anche membro della Società Agraria, della Società Italiana e della Società di Scienze, Lettere ed Arti di Modena.

## Gli strumenti musicali del Museo civico di Modena

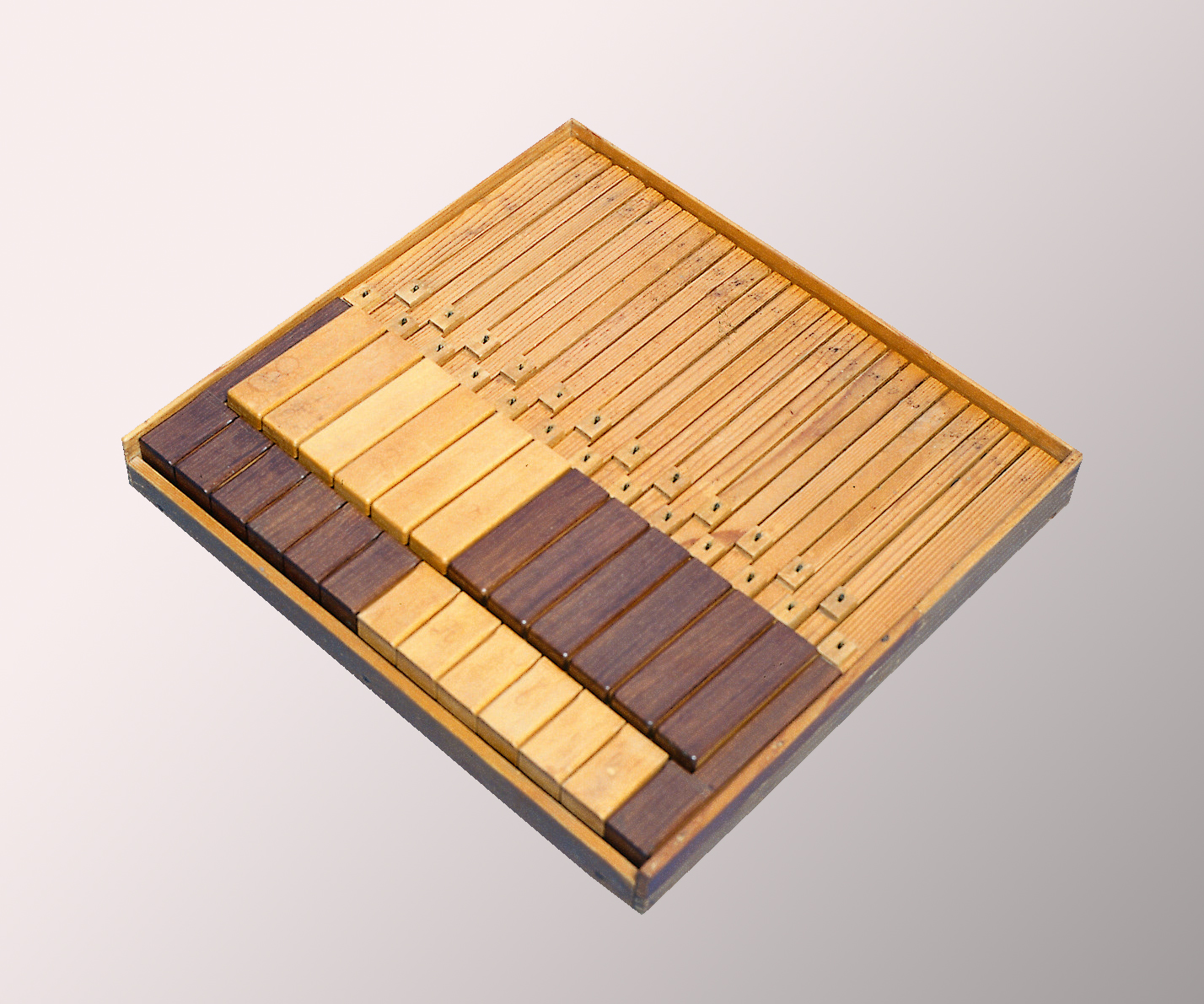
Giovanni Battista Dall'Olio, Tastierina di digitazione, Museo civico di Modena

Tre strumenti musicali da lui prodotti entrarono a far parte dell’importante collezione costituita dal conte Luigi Francesco Valdrighi, donata al Museo civico di Modena nel 1892. Due di essi, una tastierina di digitazione e un raffinato salterio prodotto a Bologna e datato 1764, con piano profilato da cornicette intagliate e dorate, con due rosette in pergamena anch’essa dorata, sono esposti nella sala del Museo dedicata alla raccolta musicale; il terzo, un salterio datato 1780 e prodotto a Rubiera con dedica manoscritta all’amica contessa Irene Parisetti, viene invece conservato in deposito a causa delle sue non buone condizioni conservative.